# J. Friedrich Fickenscher
J. Friedrich Fickenscher (* im 18. oder 19. Jahrhundert; † im 19. oder 20. Jahrhundert) war ein deutscher Kupferstecher, Graveur und Steinschneider sowie Medailleur.

## Leben und Werk

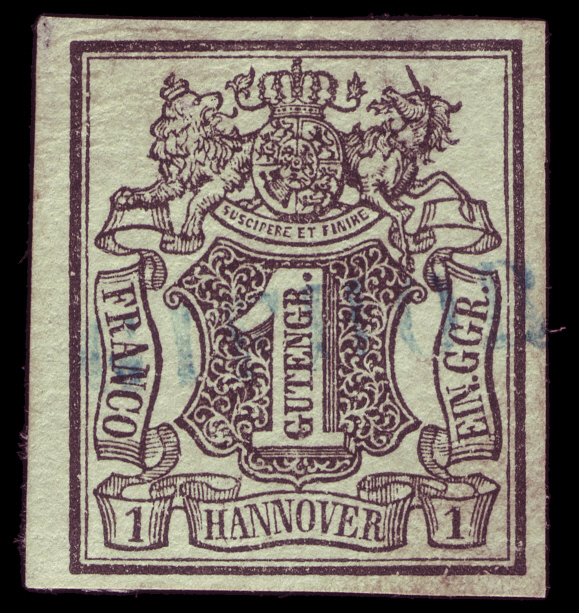
1 Gutegroschen, Michel-Nummer 1;
Entwurf von Anton Jürgens; Druckplatten von Fickenscher; Druck: Culemann

Laut Franz Rudolf Zankl wurden für die Prägung der Königlich Hannoverschen Goldenen Ehrenmedaille für Kunst und Wissenschaft zeitweilig die Stempel des Graveurs und Steinschneiders J. F. Fickenscher genutzt.
In der Residenzstadt des Königreichs Hannover hatte Fickenscher die Stempel für die bereits 1846 unter König Ernst August erstmals verausgabte Medaille für „Rettung aus Gefahr“ graviert.
Nach Entwürfen von Anton Jürgens stach Fickenscher die Druckplatten für die ersten Briefmarken für die Postzustellung im Inlandsverkehr, die in der Druckerei von Culemann die Druckerpressen verließen und erstmals am 30. November 1850 zu 1 Gutegroschen (Ggr.) in den Farben schwarz auf graublau zur Anwendung kamen. Zu der Zeit lebte Fickenscher laut dem Adreßbuch der königlichen Haupt- und Residenzstadt Hannover von 1850 mit den Berufsangaben Graveur und Steinschneider im Haus Breite Straße 22. Für die ersten Briefmarken Hannovers wurde Fickenscher vereinzelt auch als Hofwappenmaler bezeichnet.